# Pseudosmittia neohamata
Pseudosmittia neohamata är en tvåvingeart som beskrevs av Peter Scott Cranston 1990. Pseudosmittia neohamata ingår i släktet Pseudosmittia och familjen fjädermyggor.
Artens utbredningsområde är Tyskland. Inga underarter finns listade i Catalogue of Life.